# Перес, Фабиан
Фабиан Перес (род. 2 ноября 1967 в Буэнос-Айресе) — аргентинский художник, использует в живописи акриловые краски, так как они быстро сохнут.

## Биография
В подростковом возрасте увлёкся боевыми искусствами и живописью. Занятия каратэ оказали значительное влияние на характер Переса и открыли другие формы искусства: знание о Востоке отразились в его живописи.
Покинул Аргентину в 22 года и уехал жить в Италию, где провёл семь лет. Там его живописное и литературное творчество приняли восточную направленность. В Италии написал книгу «Отпечатки (или Образы) мечты», позже опубликованную в США. Затем уехал в Японию. Там он создал работы «Японский флаг» и «Медитирующий человек», выставленные в резиденции губернатора. Через год уехал из Японии в Лос-Анджелес, где и живёт в настоящее время, посвятив свою жизнь искусству.
В 2009 году Перес был назначен официальным художником десятой ежегодной премии Латинская Грэмми. Перес был назначен официальным художником зимних Олимпийских игр 2010 года и летних Олимпийских игр 2012 года. В 2011 году он разработал трофей для лучшего игрока Кубка Америки по футболу, проходившего в Аргентине. Его получил Луис Суарес из Уругвая. В том же году он сотрудничал с Фондом Лео Месси, для которого написал портрет футболиста в форме сборной Аргентины. Копия картины была передана правительству Аргентины. Ему поручали писать портреты многих влиятельных людей, в том числе Папы Римского Франциска и президента Аргентины Маурисио Макри.